# Крак де Шевалије
Крак де Шеваље или Тврђава витезова је утврда у Сирији. Тврђава је пример концентричне тврђаве. Била је једна од најзначајнијих крсташких тврђава и дуги низ година седиште Јовановаца у Сирији (1144—1271). Ово место су први пут населиле курдске трупе у гарнизону Мирдасида у 11. веку. Године 1142, Рејмонд II, гроф од Триполија је ову локацију дао реду витезова Хоспиталаца. Они су ту боравили све док тврђаву нису поново освојили муслимани 1271.
Данас око замка постоји село ал-Хусн и има скоро 9.000 становника. Крак де Шевање је отприлике 40 km (25 mi) западно од града Хомса, близу границе са Либаном, и административно је део покрајине Хомс. Од 2006. године, дворци Крак де Шеваље и Саладинова цитадела су проглашени од стране UNESCO-а за места светске баштине. Замак је делимично оштећен у Сиријском грађанском рату од гранатирања и поново су га заузеле снаге сиријске владе 2014. Од тада су започели радови на реконструкцији и конзервацији локалитета. Извештаји UNESCO-а и сиријске владе о стању локалитета се праве годишње.

## Име
Постоје различите варијације имена ове утврде са истим значењем (Тврђава витезова) настале услед њеног назива који је мешавина сиријског језика (karak = тврђава) и француског језика.
- Krak des Chevaliers
- Crac des Chevaliers

У арапском свету је називана и Хисн ал-Акрад или Тврђава Курда (قلعة الحصن). Данас се на арапском назива Кале ал-Хисн (قلعة الحصن).

## Локација
Тврђава се налази поред града Хомс у Сирији у такозваном Хомском теснацу. Смештена је на врху каменитог брда које се уздиже на око 650 метара изнад јединог пута који повезује Антиохију са Бејрутом, односно Медитеранским морем.

## Историја тврђаве
Прву утврду на овом месту подигао је емир од Алепа 1031. године. Током првог крсташког рата освајају га крсташи на челу са Ремоном Тулуским почетком 1099. године, али се не задржавају у њему настављајући свој марш ка Јерусалиму.
Поново га заузима гроф Галилеје Танкрид 1110. године и од тада је у рукама крсташа. Ремон II, гроф Триполија (у Либану), предаје га на управу Јовановцима 1144. године и отада почиње најзначајнија ера у развоју Крака.

### Обнова и проширење за време Јовановаца
Јовановци су га обновили и значајно проширили. Око утврде је подигнут спољашњи бедем ојачан са седам кула. Око утврде је ископан шанац премошћен покретним мостом. У унутрашњем граду су током XII века Јовановци изградили већи број зграда у готском стилу, од којих се истичу капела и пријемна дворана. У самој утврди и у стеновитом тлу на ком је тврђава подигнута изграђен је велики број складишта и спремишта за храну, воду и опрему. Претпоставља се да је посада тврђаве коју је чинило око шездесетак витезова Јовановаца и још око 2 000 осталих војника, могла да са залихама у тврђави издржи петогодишњу опсаду. Обнова и проширења утврде су била готова 1170. године, али су бројни земљотреси који су потресали то подручје крајем XII и почетком XIII века захтевали сталне радове и поправке.

### Владавина Јовановаца
Поред главног циља Крака контроле пролаза ка медитеранском мору, Јовановци су успоставили контролу над језером Хомс. Поред тога контролисали су и дешавања у Сирији и све евентуалне припреме муслимана за инвазију на тај део крсташких земаља.
Нур ад Дин је покушао да освоји Крак 1163. године, али су се Јовановци одупрели његовој опсади. Током Саладинове опсаде Крака 1188. године нападачи су заробили кастелана. Након тога извели су га пред капију наредивши му да изда наређење о предаји. Он је на арапском рекао да отворе капије, да би им потом на француском поручио да држе Крак до последњег човека.
Муслимани су освојили Крак де Шевалије 08.04.1271. године, када је Бајбарс убедио Јовановце да им је гроф од Триполија наредио да предају тврђаву Бајбарсу. Тако је Крак де Шевалије без борбе предат и потом је искоришћен као база за удар на грофовију Триполи. Бајбарс је ојачао бедеме, а капелу је претворио у џамију. Касније су је Мамелуци користили као базу за напад на Акру 1291. године.